# Piedimelze
Piedimelze (in sloveno Podmelec) è un insediamento (naselja) della Slovenia, frazione del comune di Tolmino.

## Geografia fisica
Piedimelze appartiene alla regione geografica italiana, situandosi circa 6 km ad est dal confine italiano, circa 20 km usando le vie di comunicazione, nella valle della Báccia formata dall'omonimo torrente. Dell'abitato fanno parte anche le località di Podrobi, Borovnica e Hum.

## Fiumi
Rio Sopota.

## Alture
Colle di Piedimelze (Podmelec), 273 m.

## Storia
In epoca asburgica era comune autonomo. All'epoca della costituzione del comune catastale di Podmeuz, esso comprendeva anche i vicini insediamenti di Clouse (Klause, oggi Klavže) e Sella (Sela). In seguito esso venne aggregato al comune di Tolmino. A seguito della seconda guerra mondiale è stata ceduta assieme al comune di Tolmino dall'Italia alla Jugoslavia.

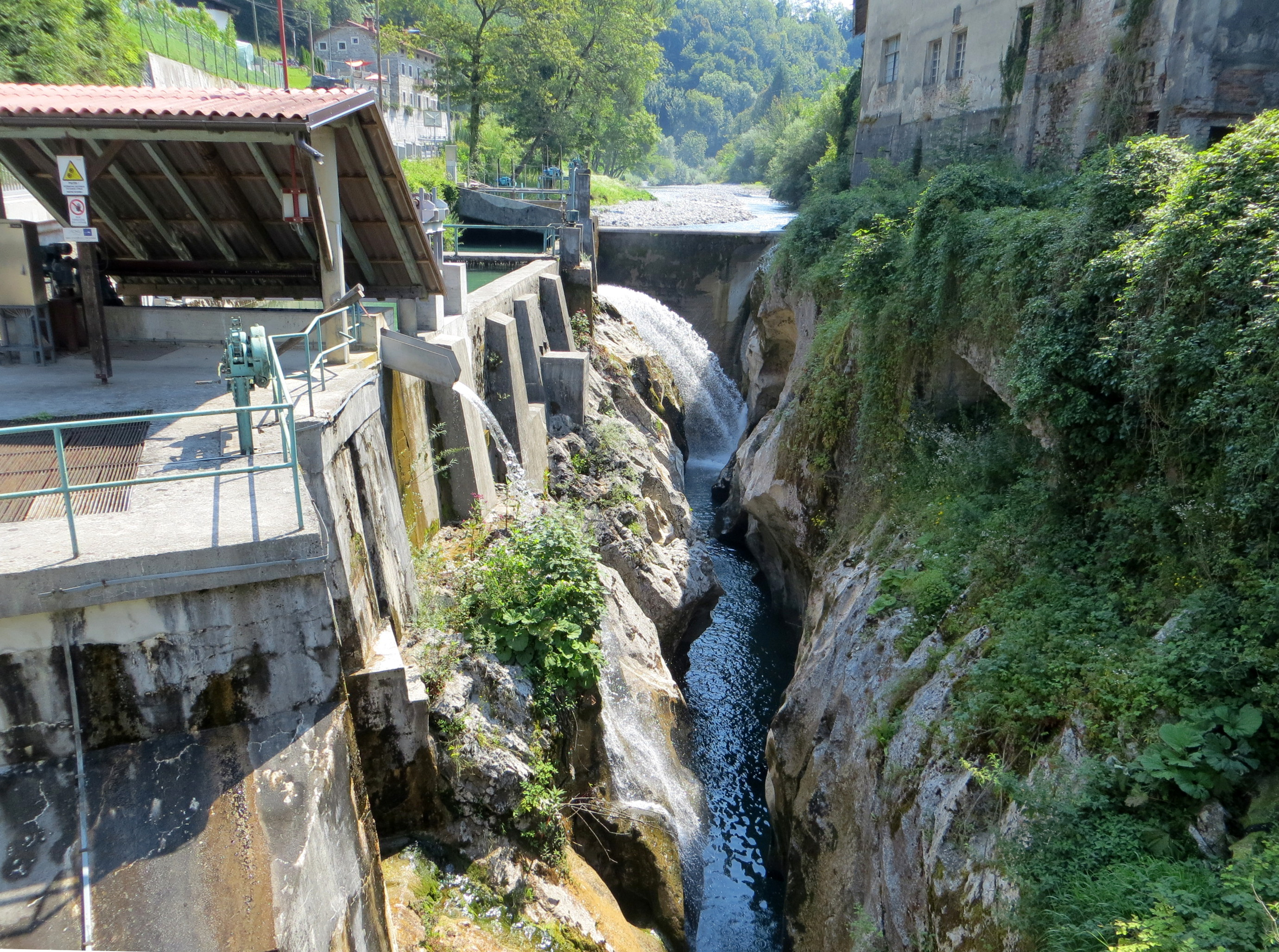
Centrale idroelettrica di Piedimelze

## Infrastrutture e trasporti
L'abitato è attraversato dalla strada 403 e dalla ferrovia Jesenice-Trieste, linea del complesso della storica Transalpina che, mediante la galleria di Piedicolle (la più lunga della Slovenia con i suoi 6327,3 m), valica lo spartiacque delle Alpi Giulie. Piedimelze è servita dall'omonima stazione ferroviaria.
La Centrale Idroelettrica di Piedimelze venne costruita nel 1931 da Luigi Corvi.